# Warpaint
Warpaint is een Amerikaanse indie-rock groep uit Los Angeles.
Zij begonnen met muziek maken in 2004. De band bestaat uit Emily Kokal (zang, gitaar), Theresa Wayman (zang, gitaar), Jenny Lee Lindberg (bas, zang) en Stella Mozgawa (drums, keyboard). Voormalige bandleden zijn onder andere Josh Klinghoffer, gitarist van de Red Hot Chili Peppers, en de actrice Shannyn Sossamon.
Hun eerste ep, Exquisite Corps, kwam uit in 2009, gevolgd door hun eerste cd, The Fool, op 25 oktober 2010. Op 6 december 2010 werden ze vervolgens genomineerd voor de BBC Sound of 2011.
In oktober 2013 werd de single Love Is To Die uitgebracht. Hun tweede studioalbum Warpaint verscheen op 20 januari 2014.

## Discografie
EP
- Exquisite Corps (2009)

CDs
- The Fool (2010)
- Warpaint (2014)
- Heads Up (2016)
- Radiate Like This (2022)